# Girolamo Vidoni
Girolamo Vidoni (Cremona, 1581 - Roma, 30 de outubro de 1632) foi um cardeal do século XVII

## Biografia
Nasceu em Cremona em 1581. Filho de Vidone Vidoni e Margherita Persichelli. Tio do cardeal Pietro Vidoni, Sr. (1660). Parente do cardeal Pietro Vidoni , Jr. (1816). A família chegou ao norte da Itália vinda de Flandres no século XV.
Estudou na Universidade de Pavia; e na Universidade de Perugia, onde obteve o doutorado. Em Perugia, entre 1602 e 1603, participou nas sessões da Accademia degli Insensati ..
Fui a Roma durante o pontificado do Papa Clemente VIII. Abreviatore di parco maggiore , 1605. Camareiro de honra de Sua Santidade. Vice-legado nas Marcas , 1606. Referendário dos Tribunais da Assinatura Apostólica da Justiça e da Graça, 1606. Clérigo da Câmara Apostólica, 1609. Governador de Civitavecchia, 10 de janeiro de 1612; 10 de janeiro de 1613; 17 de fevereiro de 1616 a 1618; 10 de janeiro de 1623. Prefeito do Arquivo do Vaticano, 1619. Presidente da Annona 13 de janeiro de 1623. Presidente da Romagna, 5 de novembro de 1623 a março de 1625. Tesoureiro geral da Câmara Apostólica, 19 de março de 1625. Comissário geral da Câmara Apostólica. exército papal, 1625..
Criado cardeal e reservado in pectore no consistório de 19 de janeiro de 1626; publicado no consistório de 30 de agosto de 1627; recebeu o chapéu vermelho e o título de Ss. Quattro Coronatti, vice-diácono pro illa , 6 de outubro de 1627. Foi membro das Congregações para o Bom Governo, da Fabbrica di S. Pietro , e da Congregação para as Águas, Fontes e Estradas..
Morreu em Roma em 30 de outubro de 1632. Sepultado na capela della Assunta da igreja de S. Maria della Vitoria, Roma.